# Amelia Piccinini
Amelia Piccinini (* 17. Januar 1917 in Turin; † 3. April 1979) war eine italienische Leichtathletin.
Bei den Leichtathletik-Europameisterschaften 1946 in Oslo gewann Piccinini die Bronzemedaille im Kugelstoßen und belegte den vierten Platz im Weitsprung. Ihren größten internationalen Erfolg feierte sie bei den Olympischen Spielen 1948 in London, als sie hinter der Französin Micheline Ostermeyer und vor der Österreicherin Ine Schäffer die Silbermedaille im Kugelstoßen errang. Bei den Leichtathletik-Europameisterschaften 1950 in Brüssel wurde sie Siebte.